# Antoni Dadan
Antoni Dadan (ur. 15 listopada 1895 w Skotnikach w pow. Płońsk, zm. w lipcu 1931 w Kucharach k. Płońska) – polski działacz polityczny, poseł na Sejm II RP.
Był synem Jana i Marianny z Przepiórkiewiczów. Prowadził gospodarstwo rolne we wsi Skotniki w powiecie płońskim, był członkiem PSL „Wyzwolenie”. W latach 1928–1930 sprawował mandat poselski na Sejm II kadencji, wybrany w Płońsku; należał w Sejmie do klubu PSL „Wyzwolenie”. Zginął zastrzelony przez brata w trakcie sporu majątkowego.